# عدد مسطح
المسطح هو حاصل ضرب عدد في عدد آخر، أي لا في نفسه، كالعشرين الحاصل من ضرب الأربعة في الخمسة؛ فإن حاصل ضرب العدد في نفسه يسمى مربعا.